# TRANSIT (稲垣潤一のアルバム)
『TRANSIT』（トランジット）は、稲垣潤一の6作目のベスト・アルバム。1990年12月1日にCDで発売。発売元はファンハウス。

## 解説
CD2枚組。1982年～1990年までに発売された全アルバム10枚から選曲された全32曲。デジパック仕様。「TRACES」が初CD化となる。同日に初のCD-BOX「TEN」発売。前出のアルバム10枚に加えアルバム未収録曲4曲を加えたボーナス・ディスク付の11枚となっている。

## 収録曲
既発曲の解説は各収録作品を参照のこと。

### CD-1
1. 雨のリグレット
2. 蒼い追憶
3. 月曜日にはバラを
4. ドラマティック・レイン
5. ロング・バージョン
6. LONG AFTER MIDNIGHT
7. MARIA
8. 夏の行方
9. 夏のクラクション
10. 言い出せなくて
11. 悲しきダイアモンド・リング
12. オーシャン・ブルー
13. 誰がために・・・
14. Jの彼女
15. 愛は腕の中で
16. TRACES

### CD-2
1. P.S. 抱きしめたい
2. 1ダースの言い訳
3. April
4. 愛のスーパーマジック
5. バチェラー・ガール
6. Just the same...
7. トライアングル
8. 時を越えて
9. 1・2・3
10. She is a star
11. 君に逢いたい午後
12. Stay with me
13. Misty Blue
14. SHINE ON ME
15. 1969の片想い
16. いちばん近い他人